# Peruviaanse algemene verkiezingen 1980
De Peruviaanse algemene verkiezingen in 1980 vonden plaats op 18 mei. Tijdens deze verkiezingen werd er voor het eerst sinds de verkiezingen van 1963 weer gekozen voor zowel een president, het Kamer van Afgevaardigden als de Senaat.
Tijdens de verkiezingen werd Fernando Belaúnde Terry voor de tweede maal gekozen tot nieuwe president van Peru; zijn eerste termijn diende hij tot de coup in 1963. Verder werden Fernando Schwalb López-Aldana en Javier Alva Orlandini de twee nieuwe vicepresidenten van Peru. Belaúnde's Actie van het Volk werd de grootste partij in zowel het Kamer van Afgevaardigden als de Senaat.

## Uitslag

### Presidentsverkiezingen
Hieronder volgen de kandidaten die in de eerste ronde meer dan 1% van de stemmen behaalden:
| Kandidaat                   | Alliantie/partij                                    | Stemmen   | %    |
| --------------------------- | --------------------------------------------------- | --------- | ---- |
| Fernando Belaúnde Terry     | Actie van het Volk                                  | 1.793.190 | 44,9 |
| Armando Villanueva          | Amerikaanse Populaire Revolutionaire Alliantie      | 1.087.188 | 27,2 |
| Luis Bedoya Reyes           | Christelijke Volkspartij                            | 382.547   | 9,6  |
| Hugo Blanco                 | Revolutionaire Partij van de Arbeiders              | 160.713   | 4,0  |
| Horacio Zevallos Galdós     | Revolutionaire Linkse Unie                          | 134.321   | 3,4  |
| Leonidas Rodrígyez Figueroa | Eenheid van Links                                   | 116.890   | 2,9  |
| Carlos Malpica Santisteban  | Democratische Volkseenheid                          | 98.452    | 2,5  |
| Roger Cáceres Velásquez     | Nationaal Front van Arbeiders en Boeren             | 81.647    | 2,0  |
| Genaro Ledesma Izquieta     | Front voor Arbeiders, Boeren, Studenten en het Volk | 60.853    | 1,5  |
| Ongeldige stemmen           | Ongeldige stemmen                                   | 1.130.074 | -    |
| Totaal                      | Totaal                                              | 5.121.328 | 100  |
| Geregistreerde kiezers      | Geregistreerde kiezers                              | 6.471.101 | 79,1 |

### Kamer van Afgevaardigden
Hieronder volgt een overzicht van partijen en allianties die meer dan 1% van de stemmen behaalden:
| Alliantie/partij                                 | Stemmen   | %    | Zetels |
| ------------------------------------------------ | --------- | ---- | ------ |
| Actie van het Volk                               | 1.413.233 | 38,9 | 98     |
| Amerikaanse Populaire Revolutionaire Alliantie   | 962.801   | 26,5 | 58     |
| Christelijke Volkspartij                         | 348.578   | 9,6  | 10     |
| Revolutionaire Linkse Unie                       | 172.430   | 4,8  | 0      |
| Democratische Volkseenheid                       | 156.415   | 4,3  | 0      |
| Revolutionaire Partij van de Arbeiders           | 151.447   | 4,2  | 0      |
| Eenheid van Links                                | 124.751   | 3,4  | 10     |
| Nationaal Front van Arbeiders en Boeren          | 93.416    | 2,6  | 4      |
| Arbeidersfront van Boeren. Studenten en het Volk | 61.248    | 1,7  | 0      |
| Ongeldige stemmen                                | 941.802   | -    | -      |
| Totaal                                           | 4.573.141 | 100  | 180    |
| Geregistreerde kiezers                           | 6.431.651 | 71,1 | -      |

### Senaat
Hieronder volgt een overzicht van partijen en allianties die meer dan 1% van de stemmen behaalden:
| Alliantie/partij                                 | Stemmen   | %    | Zetels |
| ------------------------------------------------ | --------- | ---- | ------ |
| Actie van het Volk                               | 1.694.952 | 40,9 | 26     |
| Amerikaanse Populaire Revolutionaire Alliantie   | 1.144.203 | 27,6 | 18     |
| Christelijke Volkspartij                         | 385.674   | 9,3  | 6      |
| Revolutionaire Linkse Unie                       | 189.080   | 4,6  | 2      |
| Revolutionaire Partij van de Arbeiders           | 165.191   | 4,0  | 2      |
| Eenheid van Links                                | 146.085   | 3,5  | 2      |
| Democratische Volkseenheid                       | 145.155   | 3,5  | 2      |
| Nationaal Front van Arbeiders en Boeren          | 92.892    | 2,2  | 1      |
| Arbeidersfront van Boeren. Studenten en het Volk | 69.412    | 1,7  | 1      |
| Ongeldige stemmen                                | 1.116.044 | -    | -      |
| Totaal                                           | 5.258.247 | 100  | 60     |
| Geregistreerde kiezers                           | 6.431.651 | 81,8 | -      |